# ニッポン放送ミュージッククリップ
ニッポン放送ミュージッククリップ（ - ほうそう - ）はニッポン放送で2003年3月31日から2011年3月31日までの月曜日 - 木曜日の深夜24:57 - 24:59に放送されていたミニ番組。
パーソナリティは鈴木芳彦（当時ニッポン放送アナウンサー）→飯田浩司（ニッポン放送アナウンサー）で、（鈴木→）飯田が曲を1曲紹介して流すだけのヘヴィー・ローテーション。知ってる24時。がスタートしたのと同時に開始した。飯田が体調不良のときは吉田尚記が代わりに務めていた。
| ニッポン放送 平日深夜のミニ番組枠   | ニッポン放送 平日深夜のミニ番組枠              | ニッポン放送 平日深夜のミニ番組枠 |
| 前番組                              | 番組名                                         | 次番組                            |
| ----------------------------------- | ---------------------------------------------- | --------------------------------- |
| 内山理名 恋のカタチ。 24:55 - 24:59 | ニッポン放送ミュージッククリップ 24:57 - 24:59 | ミュージック・パーティー          |